# Lidzbark Miasto
Lidzbark Miasto – nieczynny przystanek kolejowy w Lidzbarku, w gminie Lidzbark, w powiecie działdowskim, w województwie warmińsko-mazurskim.

## Opis
Była bocznica do sąsiedniego tartaku (rozebrana ok. w 1993 roku). Na początku 2005, zdemontowano szlabany przy ul. Dworcowej przekształcając przejazd na niestrzeżony. 